# Tumbao (música)
En la música de origen afrocubano, tumbao es el ritmo básico que se toca en el bajo. En América del Norte, el patrón de tambor conga básico utilizado en la música popular también se llama tumbao. En la forma contemporánea de la música de baile popular cubana conocida como timba, los guajeos de piano se conocen como tumbaos.

## Patrón del bajo

### Clave-neutral
El patrón de consta de una célula rítmica sincopada que es la base rítmica del ostinato tumbao bajo en la música cubana basadas en el son, como son montuno, mambo, salsa y jazz latino.

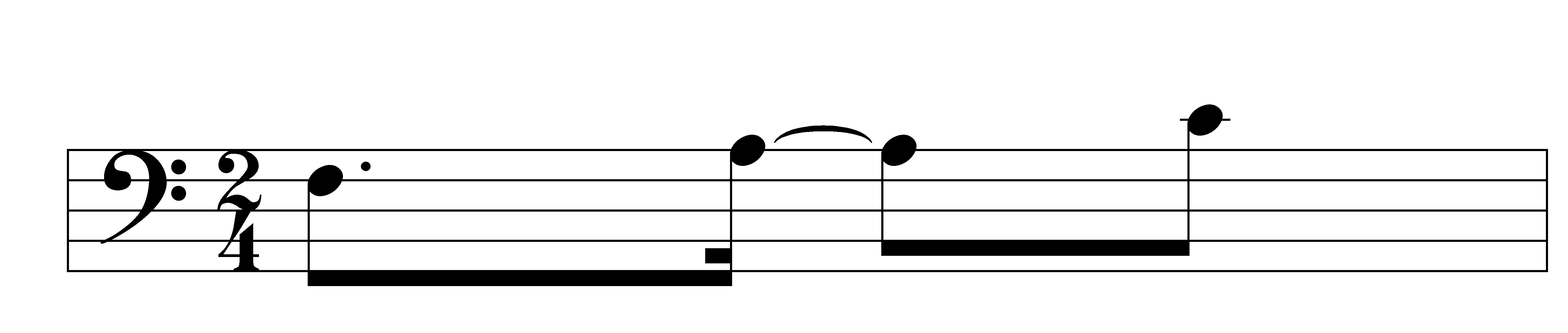
Tresillo basado en tumbao de "Alza los pies Congo", de Septeto Habanero (1925).

A menudo, la última nota de la medida se mantiene durante el tiempo de la siguiente medida. De esta manera, solo se tocan los dos offbeats del tresillo. El primer pulso se conoce como bombo, y el segundo (última nota) a veces se denomina ponche. El siguiente ejemplo está escrito en tiempo de corte.

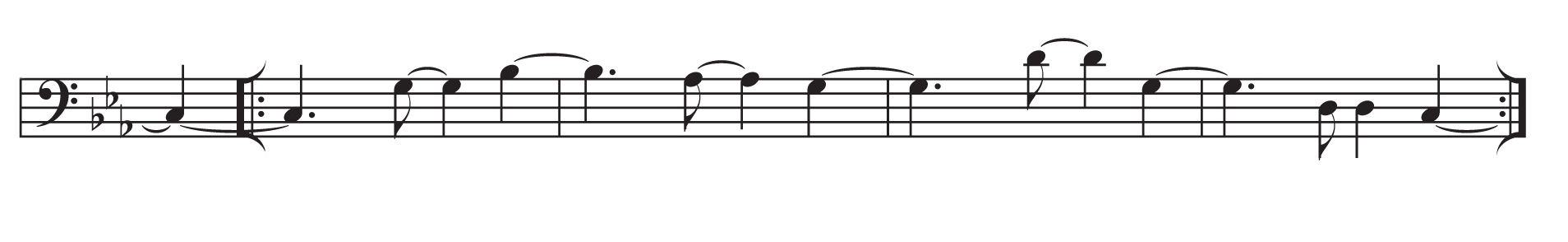
Bombo-ponche tumbao.

### Timba
Los tumbaos en la Timba incorporan técnicas que provienen del funk, como golpes, y tirones de las cuerdas de forma percusiva.

## Patrón de teclados
El pianista de jazz cubano Gonzalo Rubalcaba desarrolló una técnica de patrón y desplazamiento armónico en la década de 1980, que fue adoptada en los tumbaos de la timba en la década de 1990. Muchas bandas de timba usan dos teclados, como el grupo de Issac Delgado, que cuenta con Melón Lewis (primer teclado) y Pepe Rivero (segundo teclado).